# Rejon turzyski
Rejon turzyski (ukr. Турійський район, Turijśkyj rajon) – dawny rejon obwodu wołyńskiego Ukrainy.
Został utworzony w 1940 roku. Jego powierzchnia wynosiła 1205 km², a ludność rejonu liczyła 26 tysięcy osób (2017 rok).
Na terenie rejonu znajdowały się dwie osiedlowe rady i 20 rad wiejskich, obejmujących w sumie 74 miejscowości. Siedzibą władz rejonowych był Turzysk.
17 lipca 2020 roku zlikwidowany w ramach reformy administracyjnej.

## Miejscowości rejonu turzyskiego
- Błażenik (Блаженик)
- Bobły (Бобли)
- Czernijów (Чорніїв)
- Dażwa (Дожва)
- Dolsk (Дольськ)
- Duliby (Дуліби)
- Hajki (Гайки)
- Harusza (Гаруша)
- Hodowicze (Годовичі)
- Horodelec (Городилець)
- Jagodno (Ягідне)
- Jezierzany (Озеряни)
- Klewieck (Клевецьк)
- Kliczkowicze (Кличковичі)
- Klusk (Клюськ)
- Komarów (Комарів)
- Krać (Крать)
- Kulczyn (Кульчин)
- Kupiczów (Купичів)
- Kustycze
- Lipa (Липа)
- Lityn (Літин)
- Łowiszcze (Ловища)
- Łuków (Луків)
- Makowicze (Маковичі)
- Milanowicze (Миляновичі)
- Mirowicze (Мировичі)
- Moczułki (Мочалки)
- Mokrzec (Мокрець)
- Mołodiwka (Молодівка)
- Nowosiółki (Новосілки)
- Nowy Dwór (Новий Двір)
- Nyry (Нири)
- Obeniże (Обенижі)
- Ochotniki (Охотники)
- Okunin (Окунин)
- Osereby (Осереби)
- Osiekrów (Осекрів)
- Ossa (Оса)
- Ośmihowicze (Осьмиговичі)
- Owłoczym (Овлочин)
- Peresieka (Пересіка)
- Perewisie (Перевісся)
- Polana (Поляна)
- Przewały (Перевали)
- Radowicze (Радовичі)
- Rastów (Растів)
- Rewuszki (Ревушки)
- Ruda (Руда)
- Rużyn (Ружин)
- Serebrianycia (Серебряниця)
- Serkizów (Серкізів)
- Sielec (Селець)
- Sieniawka (Синявка)
- Sołowicze (Соловичі)
- Somin (Сомин)
- Stawek (Ставок)
- Stawki (Ставки)
- Suszybaba (Сушибаба)
- Świnarzyn (Свинарин)
- Tahaczyn (Тагачин)
- Targowiszcze (Торговище)
- Tuliczów (Туличів)
- Tupały (Тупали)
- Turia (Турія)
- Turopin (Туропин)
- Turowicze (Туровичі)
- Turyczany (Туричани)
- Turzysk (Турійськ)
- Widuty (Відути)
- Wierzbiczno (Вербичне)
- Wołycia (Волиця)
- Zadyby (Задиби)
- Zaliśce (Залісці)
- Zamosty (Замости)
- Ziłów (Зілове)